# يوهان أندرسون (مبرمج)
يوهان أندرسون (بالسويدية: Johan Andersson) مواليد 28 أغسطس 1974 هو مدير استوديو برودكس للتطوير. قبل عمله في برودكس عمل في شركة فنكوم حيث عمل كمبرمج لجهاز سيجا ميجا درايف. كان قائد المبرمجين للعبة قلوب حديدية 3. وصف فلسفته في التصميم بـ«خلق عوالم قابلة للتصديق».